# Schilwazen (Adelsgeschlecht)

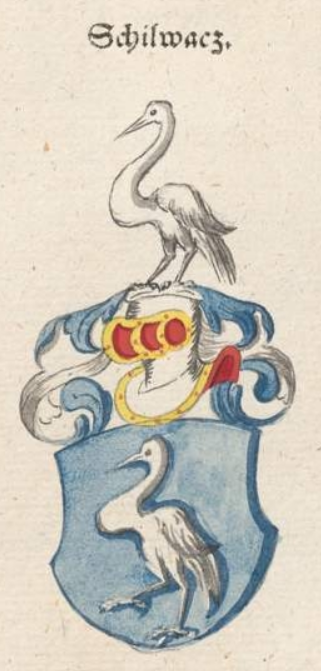
Wappen des Geschlechts der Schilwazen. Quelle: Wiguleus Hund, Bayrisch Stammen-Buch (Ausgabe 1585 – mit Wappen, Seite 328)

Die Schilwazen (auch die von Schilwazhausen, in der Einzahl der Schilwaz oder auch seltener der Schilwarz) waren ein bayerisches Uradelsgeschlecht. Sie sind seit dem Spätmittelalter ausgestorben. Sie waren vom frühen 12. Jahrhundert bis ins 15. Jahrhundert im unteren Teil der Ilm zwischen Geisenfeld und Vohburg an der Donau sesshaft. Dort erbauten sie eine Wasserburg (heute nicht mehr existent) und bezogen verwaltende, ministeriale Ämter.

## Wappen und Ansässigkeit
In den genealogischen Sammlungen von Johann von Prey (1740) werden die Schilwazen als Herren von Schillwitzhausen, Engelbrechtsmünster und Ilmendorf, sowie von Oberwöhr, heute Ortsteil von Münchsmünster, und Irsching, heute Vohburg, aufgeführt. Auch in Vohburg selbst nahm ihr Einfluss im 14. Jahrhundert zu. Sie verwalteten demnach weite Teile der Ilm-Auen vor der Mündung in die Donau.
Ihr Wappen zierte daher der in den feuchten Wiesen der Auen beheimatete Storch. Von Prey beschreibt in ihrem plauen Schilt einen weissen Storchen, mit rothem Schnabel, der den rechten Fuß hebt. Im nahen Geisenfeld ist der Storch bis heute heimisch. Seine Erscheinung wird dort bis heute ikonisch behandelt.

## Frühe Schilwazen
Die beiden ersten nachweisbaren Schilwazen sind die Brüder Werner (Wernherr) und Philipp von Schilwazhausen. Letzterer soll am 10. Turnier in Zürich (1165) teilgenommen haben.
Werners Sohn Dietmar (* um 1150) findet sich mit seinem Vater in Urkunden zu Weihenstephan (1181). Dietmar gilt als Stammvater der zwei Schilwaz-Linien, die Ende des 12. Jahrhunderts entstanden.

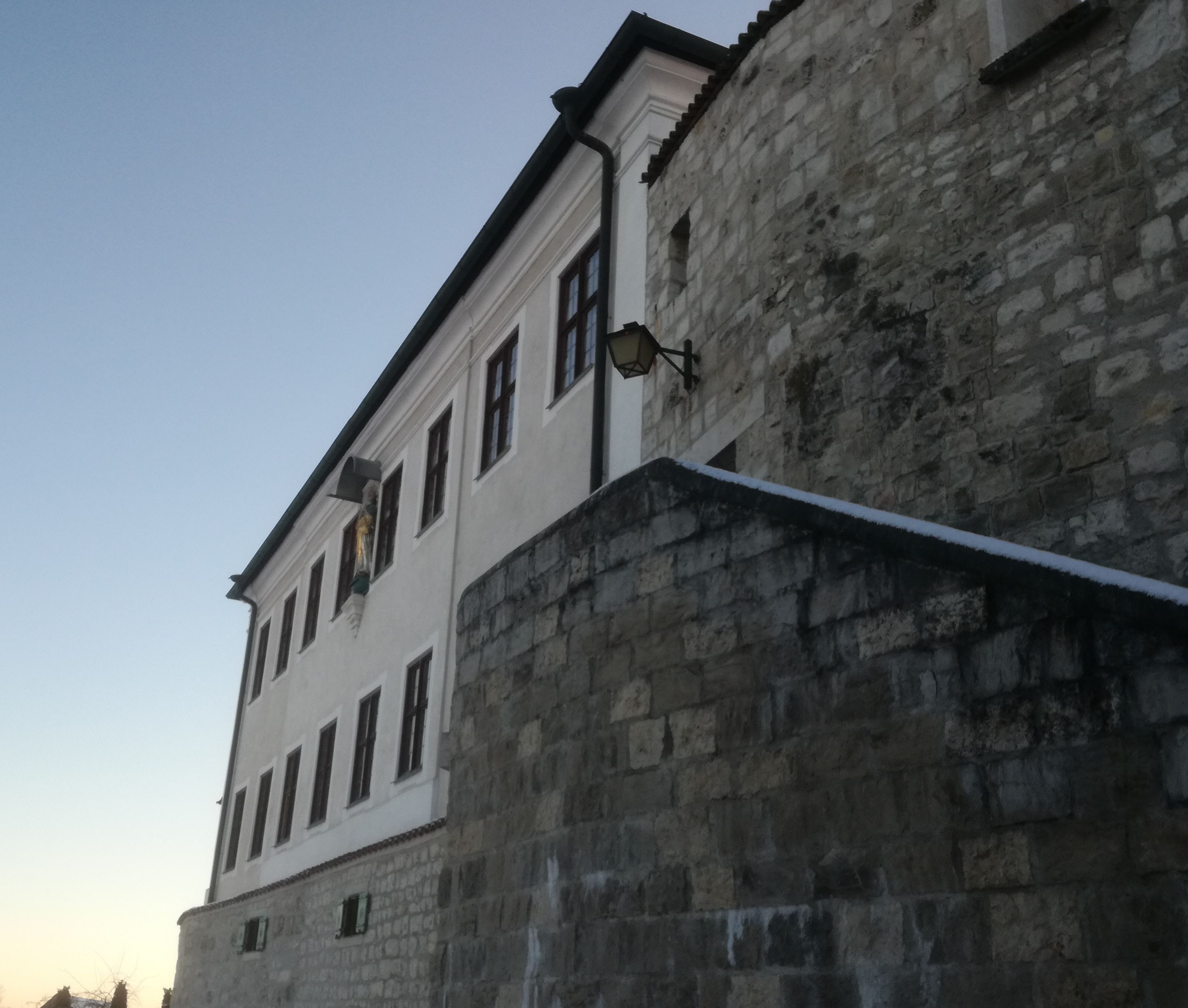
Heutiges Pflegschloss auf dem Burgberg in Vohburg

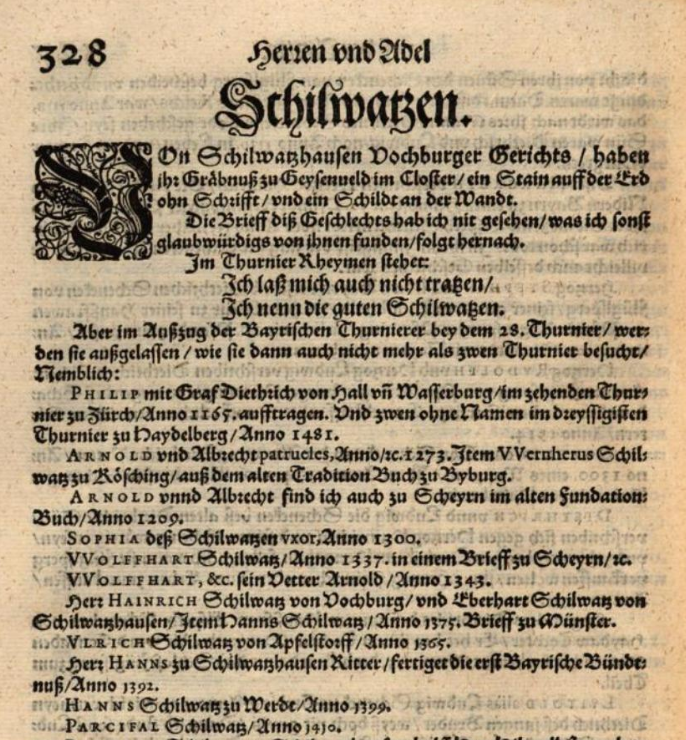
Beschreibung der Schilwazen bei Wiguleus Hund

## Zwei Hauptlinien
Ausgehend von Dietmars Söhnen Arnold und Werner II. (beide * um 1185) gab es zwei Schilwaz-Hauptlinien. Beide Linien reichten bis ins 15. Jahrhundert und verloren sich bald danach. Die Nachkommenschaft von Arnold tauchen als Schilwazen von Kösching und Wörth (wohl Wöhr bei Münchsmünster) auf. Die letzte Schilwazin dieses Zweigs war Anna von Schilwazhausen, die 1410 den Turnier-Ritter Hanns von Leutenbach (heutiges Leitenbach bei Mainburg) ehelichte. Die Leutenbeckhs waren ursprünglich an der Abens ansässig, hatten aber unter anderem im 15. Jahrhundert eine recht launische Herrschaft über Wackerstein an der Donau inne.
Die Linie von Werner II. blieb dem Stammsitz in Schillwitzhausen verbunden. Sie führte sich mit Albrecht (* 1210), Werner III. (* 1240), Wolfhart (* 1274), Eberhart (* 1310) und Stephan (* 1340, Geburtsdaten jeweils geschätzt) weiter. Eine starke Bindung zum Hause derer von Hexenagger – mal wird ein-, dann wieder ausgeheiratet – lässt sich aus den Quellen erahnen.
Die Schilwazen in Werners Linie heirateten zudem zweimal in die Achdorfer (bei Landshut) ein. Es finden sich Ehen mit denen von Öttling, von Aheim, von Gumppenberg, von Haslang und den Grülls.

## Schilwazen in Vohburg
Wolfharts Sohn Heinrich (* 1310) wird im Bayerischen Stammesbuch von Wiguleus Hund (1595; Band II) als Schilwaz von Vohburg erwähnt. Mit ihm begann der über 150 Jahre andauernde Einfluss der Schilwazen in Vohburg, unterstützt durch die Wittelsbacher in München. Auf dem Burgberg in Vohburg waren sie Pfleger, wie zum Beispiel Georg Schilwaz von Ilmendorf (1444), und heirateten in das ansässige Haus der Gumppenbergs ein. In ihre Zeit als Pfleger in Vohburg fiel wohl die Hochzeit von Herzog Albrecht und der Bernauerin.
Georg Schilwaz, Sohn von Hanns Schilwaz zu Reichenberg und Lauging, starb 1484 als letzter Schilwaz der Vohburger Seitenlinie. Seine Schwester Ursula verkaufte ihr Erbe an Herzog Albrecht IV.
Zu Beginn des 16. Jahrhunderts gab es keine männlichen Nachkommen der Schilwazen mehr. Nachkommen weiblicher Familienmitglieder sind noch länger belegt. So sind Teile der  Gurren von Membach, Waal und Ebenhausen Nachfahren der Schilwazen.